# Fraternidad Rosacruz

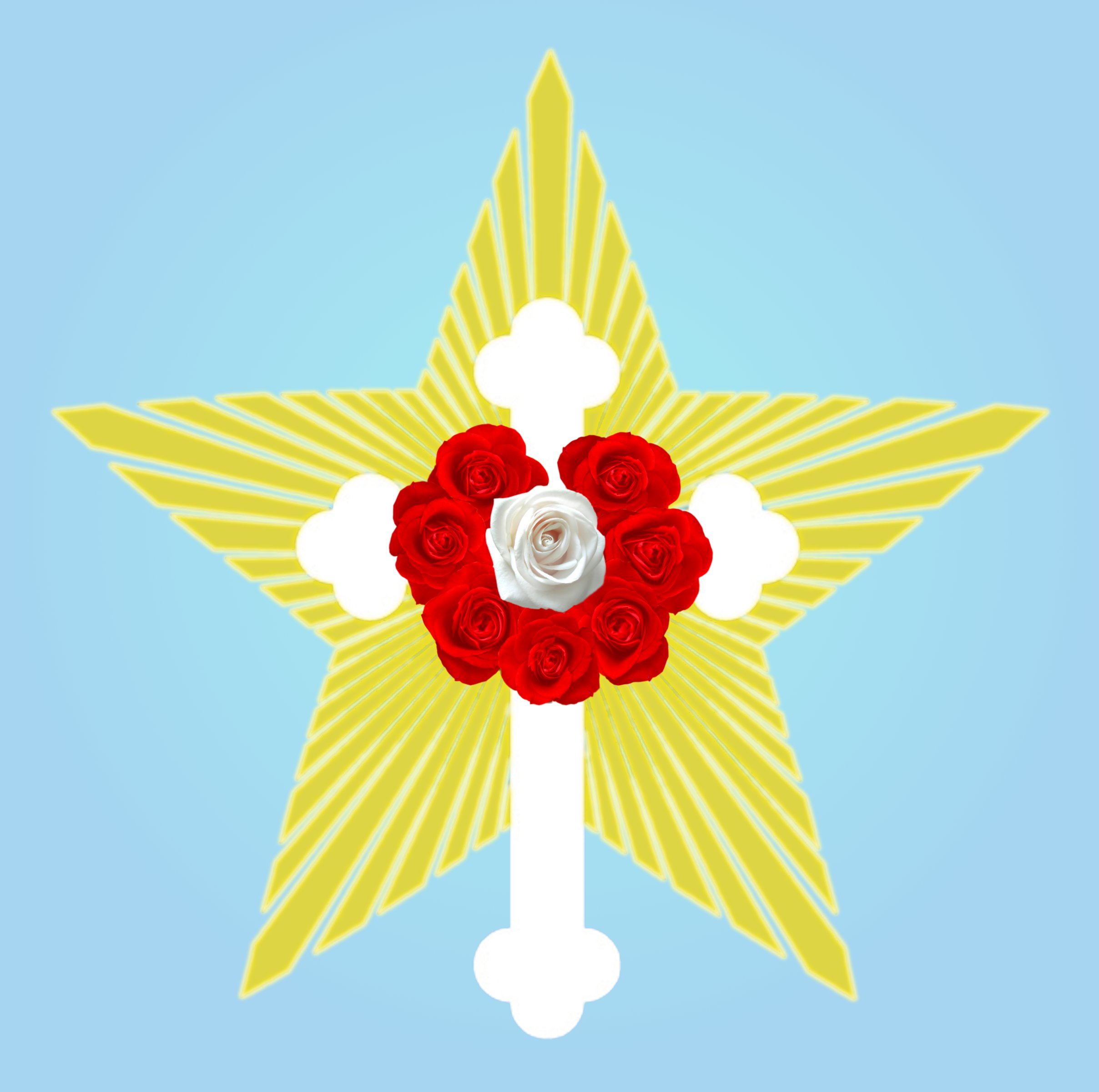
Emblema de La Fraternidad Rosacruz

La Fraternidad Rosacruz es "Una Asociación de Cristianos Místicos". Fue fundada en 1909 por Max Heindel, con el propósito de diseminar una enseñanza definida y lógica sobre el origen, la evolución y el desarrollo futuro de la humanidad y el universo, mostrando tanto el aspecto espiritual como el científico y permitiendo de esta manera una unión entre la Ciencia y la Religión.
Su misión es promulgar un método científico de desarrollo adaptado particularmente a los occidentales. De esta manera, sus enseñanzas buscan esencialmente que el ser humano posea una mente pura, un corazón noble y un cuerpo sano -cual es su lema-, y se constituyen en una importante y luminosa fuente de información esotérica para su real y profunda transformación. 
La Fraternidad Rosacruz realiza Servicios de Curación espiritual y ofrece cursos por correspondencia de Astrología, Cristianismo Esotérico e interpretación esotérica de la Biblia. 
Su sede central se halla en 'Mount Ecclesia' , Oceanside, California y sus estudiantes de todo el mundo se organizan en grupos de estudio locales. Aunque para ser miembro de la Fraternidad Rosacruz no es necesario pertenecer a ninguna de las sedes locales, fomentándose así la independencia del estudiante de cualquier grupo o persona. 

## Historia
Inicialmente influido por las enseñanzas orientales de Helena Blavatsky y del investigador esoterista Rudolf Steiner, Max Heindel buscó nuevas y frescas luces con relación a dichos preceptos y a la tradición ocultista precedente de Occidente. Afirmó que su obra fue inspirada y dirigida por un Hermano Mayor de la exaltada y esotérica Orden Rosacruz Cristiana, el cual le autorizó a difundir públicamente dichas enseñanzas impartidas directamente a su persona mientras permaneció en Alemania y plasmó esta sabiduría en sus numerosas obras, siendo la más importante y medular "El Concepto Rosacruz del Cosmos" o Ciencia Oculta Cristiana, obra trascendental donde presenta la doctrina Rosacruz desde un punto de vista cristiano y para los occidentales; libro que marcó un hito sin precedentes en el conocimiento de la ciencia oculta de Occidente.